# Сибайский институт Уфимского университета науки и технологий
Сибайский институт Уфимского университета науки и технологий — крупный образовательный и научный центр башкирского Зауралья. Создан приказом МО РФ путём объединения существовавших в городе с 1990 и 1993 филиалов БГПИ и БГУ. Преподавание ведётся на русском языке.
Институт имеет три учебных корпуса, четыре общежития, столовую, четыре спортивных зала и стадион.

## История
Сибайский институт был основан в 1998 году как филиал Башкирского государственного университета.
В 2014 году в ходе рабочей поездки в город Сибай заместитель премьер-министра Правительства Республики Башкортостан Лилия Гумерова назвала филиал «центральным образовательным учреждением Зауралья».
На территории института находится Аллея Памяти, на ней установлены бюсты Ш. Бабичу, З. А. Биишевой, М. А. Бурангулову, Р. Я. Гарипову, Х. Л. Давлетшиной, Ш. У. Сибаеву. В здании главного корпуса расположены барельефы Акмулле, Х. Ф. Ахметову, А. А. Валидову, Исмагилу Тасимову, Кинзе Арсланову, М. Л. Муртазину, З. Х. Расулеву, М. И. Уметбаеву, Х. М. Юсупову; в фойе — монументально декоративная композиция, посвященная участию 28 башкирских полков в Отечественной войне 1812 года. На здании учебного корпуса в 2012 году установлена мемориальная доска Г. Ш. Илишеву[значимость факта?].

## Институты и кафедры
В институте действуют 4 факультета:
- Естественно-математический факультет:
  - Кафедра естественных наук;
  - Кафедра прикладной математики и информационных технологий;
  - Кафедра физической культуры;
- Педагогический факультет:
  - Кафедра педагогики и психологии;
  - Кафедра русской, башкирской и зарубежной филологии;
- Технологический факультет:
  - Кафедра теории и методики обучения технологии;
  - Кафедра эксплуатации транспортно-технологических машин и комплексов;
- Факультет экономики и права:
  - Кафедра гражданского и уголовного права и процесса;
  - Кафедра теории и истории государства и права;
  - Кафедра экономики и менеджмента.

Также в институте действует центр дополнительного образования, научные и творческие лаборатории.